# Sylvan Beach (Washington)
Sylvan Beach es un área no incorporada ubicada en el condado de King en el estado estadounidense de Washington.

## Geografía
Sylvan Beach se encuentra ubicado en las coordenadas 47°54′0″N 122°29′0″O / 47.90000, -122.48333.